# Meiji Seika
Meiji Seika Kaisha, Ltd. (明治製菓株式会社 Meiji Seika Kabushiki gaisha?) es una compañía de confiteria y farmacéutica de Japón que fabrica una amplia gama de productos incluyendo Hello Panda y Yan Yan. Sus competidores son Ezaki Glico, Kabaya, Lotte y Morinaga.
Fue adquirida por Stauffer Biscuit Company con sede en York, Pensilvania, EE. UU. en 2004.
El 1 de abril de 2009, Meiji Seika Kaisha, Ltd. y Meiji Dairies Corporation establecieron una sociedad conjunta, Meiji Holdings, que es un componente del índice Nikkei 225.